# ミツコ つり上がった目で見た世界
『ミツコ つり上がった目で見た世界』（ミツコ つりあがっためでみたせかい）はハンガリーの民間テレビ局TV2でかつて放送されたバラエティ番組である。

## 概要
2003年4月30日にハンガリーの日本大使館に番組に対する講義して発覚した問題で明らかになった番組であり、黒髪のかつらに出っ歯の義歯、分厚い眼鏡で日本人女性（ミツコ）を装ったリポーターが日本訛りのきついハンガリー語でレポートをするという内容であった。ハンガリーでは毎週水曜に放映され、人気を博した番組であったが、日本を揶揄する内容であるが、あまりの悪ふざけや差別的な内容であるという理由で休止に追い込まれていったという。また、当時はそういったバラエティが数多く作られていた時期であったという。